# Produktgestalter Textil
Der Produktgestalter Textil ist ein staatlich anerkannter Ausbildungsberuf nach Berufsbildungsgesetz.

## Ausbildungsdauer und Struktur
Die Ausbildungsdauer zum Produktgestalter Textil beträgt in der Regel drei Jahre. Die Ausbildung erfolgt an den Lernorten Betrieb und Berufsschule.  

## Arbeitsgebiete
Produktgestalter Textil entwerfen mit Hilfe von grafischen Entwurfssystemen Designs für Web- und Maschenwaren, Textildrucke, textile Bodenbeläge und technischen Textilien. Dabei setzen sie entweder Kundenanforderungen um oder werden selbst kreativ tätig, um dem Kunden eigene Entwürfe zu präsentieren. Produktgestalter Textil arbeiten in Musterabteilungen der Textil- und Bekleidungsindustrie.